# زاور جوان‌شیر
زاور جوان‌شیر (ترکی آذربایجانی: Zaur Sabir oğlu Cavanşir؛ زادهٔ) افسر و سرلشکر نیروهای مسلح جمهوری آذربایجان است، که در نیروهای ویژه این کشور خدمت می‌کند. وی که در درگیری ارمنستان و جمهوری آذربایجان (۲۰۱۶) و جنگ ناگورنو قره‌باغ (۲۰۲۰) حضور یافت، یکی از فرماندهان نیروهای ویژه آذربایجان در نبرد شوشی بود. پیرو پیروزی در این نبرد، از زاور جوان‌شیر با اعطاء نشان قهرمان جنگ میهنی تقدیر به عمل آمد.

## اوایل زندگی
زاور جوان‌شیر فرزند «صابر» در روستای هیندارخ شهرستان آغجابدیع در آذربایجان شوروی سابق چشم به دنیا گشود. وی اصالتاً از دودمان پناهعلی‌خان جوانشیر مؤسس و نخستین حاکم خانات قره‌باغ، و نیز سازنده قلعه شوشی، است.

## خدمت نظامی
زاور جوان‌شیر هم‌اکنون در صفوف نیروهای ویژه جمهوری آذربایجان، از زیرمجموعه‌های نیروهای مسلح این کشور خدمت نظامی خود را می‌گذراند. او یکی از نظامیان حاضر در درگیری ارمنستان و جمهوری آذربایجان (۲۰۱۶) معروف به درگیری‌های آوریل است. با شرکت در جنگ دوم قره‌باغ، فرماندهی نیروهای ویژه آذربایجان در نبرد شوشی را بر عهده داشت. سپس به عنوان اولین فرماندار نظامی شوشی منصوب شد. زاور جوان‌شیر با پرچم پیروزی در رژه پیروزی باکو رژه رفت، پرچمی که در شهر شوشی به اهتزاز درآمده بود.

## نشان‌ها و رتبه‌ها
- طبق فرمان الهام علی‌اف، رئیس‌جمهوری آذربایجان مورخ ۲۴ ژوئن سال ۲۰۰۵، به زاور جوان‌شیر نشان پرچم آذربایجان اهدا شد.[۳]
- به دستور الهام علی‌اف به تاریخ ۷ دسامبر سال ۲۰۲۰، زاور جوان‌شیر به درجه سرلشکری ارتقاء یافت.[۵]
- بر پایه فرمان الهام علی‌اف به مورخه ۹ دسامبر سال ۲۰۲۰، زاور جوان‌شیر نشان قهرمان جنگ میهنی را دریافت نمود.[۶]